# 1997 AS7
1997 AS7 är en asteroid i huvudbältet som upptäcktes den 5 januari 1997 av Beijing Schmidt CCD Asteroid Program vid Xinglong-observatoriet.
Den tillhör asteroidgruppen Vesta.